# Difetti di proiezione
I difetti di proiezione sono eventi che rendono una proiezione cinematografica non perfetta, limitando la qualità di uno spettacolo e rendendone la visione non appagante o addirittura fastidiosa.

## Le cause
Fin dall'inizio della sua produzione una pellicola cinematografica può deteriorarsi: il taglio del supporto in strisce di 35 mm di larghezza (il formato di gran lunga più utilizzato nei cinema), la perforazione del supporto per permetterne il trascinamento, la stampa stessa offrono numerose possibilità di errore.
Successivamente, stampate le parti e terminata la fase di produzione, il film viene distribuito ai cinema che lo proietteranno.
Da questo momento comincia il vero e proprio processo di usura della copia, percettibile dall'utente in fase di proiezione.
Il film può rovinarsi durante il trasporto tra un cinema e l'altro, il montaggio e lo smontaggio delle parti (il film è fisicamente diviso in più segmenti, comunemente lunghi 600 m, che vanno quindi uniti per mezzo di giunte), durante la messa in macchina e, ovviamente, in proiezione.
I difetti possono essere inoltre dovuti ad errori umani.

## Fuori quadro
Il più evidente tra i difetti di proiezione è il cosiddetto fuori quadro, che consiste in un "abbassamento" del fotogramma proiettato rispetto al quadro dell'immagine.
Il risultato è la proiezione di una porzione variabile di fotogramma nella parte superiore dello schermo, divisa da un'interlinea dalla parte mancante del fotogramma; la parte superiore appartiene in realtà al fotogramma successivo.
La risoluzione del problema è semplicissima, agendo su un apposito comando situato sulla macchina da proiezione.

## Fuori fuoco
I "fuori fuoco" consistono in un'errata proiezione dell'immagine, i cui bordi risultano poco definiti.
La ragioni sono principalmente due: errata regolazione degli obiettivi o pulizia insufficiente della macchina.
Se la sfocatura è costante sull'intera  superficie dell'immagine con tutta probabilità si tratta semplicemente di una mancata messa a fuoco della lente, rimediabile in pochi secondi.
Se la sfocatura appare invece casuale sullo schermo, cambiando improvvisamente ogni 20 minuti circa, può trattarsi di un deposito di "sporco" sul percorso della pellicola.
Durante la proiezione, infatti, minuscoli granellini si distaccano dalla pellicola accumulandosi sugli ingranaggi e sulle superfici della macchina, cambiando i parametri su cui si era impostato l'obiettivo. Talvolta, per di più, i depositi di polvere vengono smossi, cambiando ulteriormente i punti a fuoco e quelli fuori fuoco. In questo caso il sistema è risolvibile arrestando la proiezione e pulendo il percorso-film (così si chiama il tragitto che la pellicola compie all'interno della macchina), o a priori pulendo la macchina per ogni proiezione.
Ancora, le parti fuori fuoco possono essere diverse, ma interessare zone particolari dell'immagine, quali i soli bordi o la sola parte centrale dell'immagine.
In questo caso è probabile una staratura di un particolare obiettivo, chiamato anamorfico, necessario per la proiezione dei film in formato CinemaScope.
In questo caso, con pazienza e attenzione, si può ritarare la lente anche durante la proiezione.

## Righe sull'immagine
Talvolta durante la proiezione sono visibili righe verticali sull'immagine proiettata, la cui persistenza sullo schermo è legata alla lunghezza delle stesse sulla copia.
Questo difetto è spesso dovuto a maltrattamenti della copia in fase di montaggio, o allo sfregamento costante della stessa su una parte appuntita.
La pellicola, nel suo percorso, scorre su numerosi rulli di materiale plastico o metallico, che possono presentare piccoli bozzi o parti taglienti: durante il movimento queste irregolarità graffiano la pellicola rimuovendone l'emulsione, cioè il supporto che permette la stampa dell'immagine.
Le righe sono spesso di colore blu o verde, poiché questo è il colore del supporto; una volta graffiata, la pellicola non può essere aggiustata nei cinema.
Da questo punto di vista, la qualità della copia dipende dalla cura con cui essa è trattata all'interno delle strutture di proiezione.
Altre righe, di diversa inclinazione, si possono trovare in prossimità delle giunzioni tra una parte e l'altra della pellicola, poiché queste sono le zone in cui il supporto è più soggetto a sfregamento all'interno delle scatole durante il trasporto e l'immagazzinamento.